# سد توری
سد توری (انگلیسی: Tori Dam) سدی در حال ساخت است که در حدود ۴ کیلومتری شرق قلات، مرکز استان زابل، افغانستان قرار دارد. هزینه ساخت این سد ۹۷ میلیون افغانی برآورد شده‌است.
سد توری ۷۰ متر عرض و ۲۵ متر طول دارد. پس از تکمیل، ۶۰۰ جریب زمین را آبیاری خواهد کرد. همچنین قادر به تولید ۱۰۰ کیلووات برق و نگهداری ۲/۹ میلیون متر مکعب آب شرب خواهد بود.